# Bisentō
Il bisentō (眉尖刀?)  è una lancia lunga con una punta d'acciaio ricurva utilizzata nel Giappone feudale.
Molto più pesante della naginata nella struttura, è usata per lo più come arma da allenamento per migliorare la propria Naginata-do, ossia l'arte dell'alabarda.  La storia di quest'arma è piuttosto oscura, e ne esistono diverse descrizioni: "una lunga spada a doppio taglio con una spessa lama troncata", "un'arma simile ad una lancia con una lama terminale tipo scimitarra", "un'arma ad asta che assomiglia ad un'alabarda, con una lunga e pesante lama ricurva". I Kukishinden Ryu affermano che l'arma sia stata introdotta dalla Cina durante il quinto secolo; questo farebbe del bisen-to il precursore più probabile della naginata. Usata nella guerra come arma contro i cavalieri, sarebbe stata usata sia contro il cavallo che contro il cavaliere.

## Famosi utilizzatori dell'arma
- Guan Yu
- Zhang Liao
- Edward Newgate, personaggio di One Piece